# Mesó T
Els mesons T són hipotètics mesons compostos d'un Quark t i, i un Quark u ({\displaystyle T^{0}}), Quark d ({\displaystyle T^{+}}), Quark s ({\displaystyle T_{s}^{+}}), Quark c ({\displaystyle T_{c}^{0}}) o Quark b ({\displaystyle T_{b}^{+}}). El quark t decau molt ràpidament en quarks més lleugers i per tant, amb una vida tan curta, es creu que no té temps per hadronització. En conseqüència, no s'espera que es trobin mesons T a la natura. Cada mesó T té una antipartícula que es compon d'un quark t i un quark u ({\displaystyle {\overline {T}}^{0}}), quark d ({\displaystyle {\overline {T}}}), quark s ({\displaystyle T_{s}^{-}}), quark c ({\displaystyle T_{c}^{-0}}) o quark b ({\displaystyle T_{b}^{-}}) respectivament.
La combinació d'un quark t i un antiquark t forma un mesó anomenat toponium, també de vida infinitesimal.